# Ойон (провинция)
Ойон (исп. Provincia de Oyón, кечуа Uyun pruwinsya) — одна из 9 провинций перуанского региона Лима. Площадь составляет 1 886,05 км². Население по данным на 2007 год — 20 642 человек. Плотность населения — 10,94 чел/км². Столица — одноимённый город.

## История
Провинция была образована 5 ноября 1986 года.

## География
Расположена в северной части региона. Граничит с регионами Уануко (на северо-востоке) и Паско (на востоке), а также с провинциями: Кахатамбо (на севере) и Уаура (на юге и западе).

## Административное деление
В административном отношении делится на 6 районов:
- Ойон
- Андахес
- Каухул
- Кочамарка
- Наван
- Пачангара